# Santa Rita, Maranhão
Santa Rita este un oraș în unitatea federativă Maranhão (MA), Brazilia.